# Sala socken, Mārupe kommun
Sala socken (lettiska: Salas pagasts) är ett administrativt område i Mārupe kommun i Lettland.